# Succès Masra

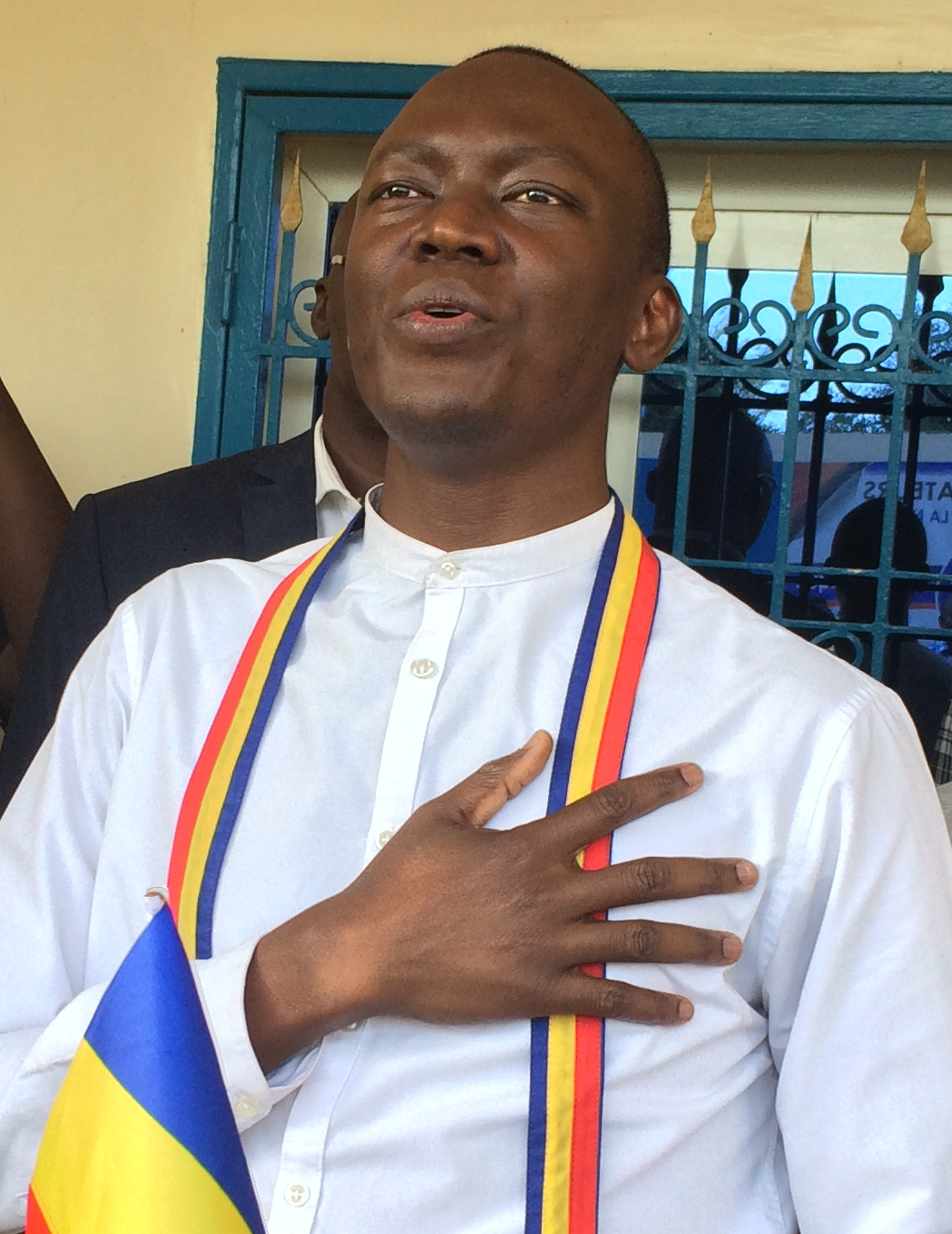
Succès Masra (2021)

Succès Masra (arabisch: سوكسيه ماسرا; * 30. August 1983) ist ein tschadischer Wirtschaftswissenschaftler und Politiker (Les Transformateurs). Von Januar bis Mai 2024 war er Premierminister des Tschads.

## Leben
Nachdem er für die Afrikanische Entwicklungsbank gearbeitet hatte, gründete er 2018 die politische Partei Les Transformateurs, die Teil der Opposition gegen Präsident Idriss Déby und, nach Débys Tod im Jahr 2021, den Militärischen Übergangsrat wurde. Nach den tschadischen Protesten von 2022 lebte Masra im Exil in den Vereinigten Staaten. Er kehrte im November 2023, vor dem Verfassungsreferendum 2023, in den Tschad zurück. Am 1. Januar 2024 wurde Masra durch den Militärischen Übergangsrat zum Premierminister ernannt.
Er trat im Mai 2024 zur Präsidentschaftswahl an. In der von der Opposition und unabhängigen Wahlbeobachtern als unfrei und „Farce“ bezeichneten Wahl erreichte Masra mit einem Stimmenanteil von 18,5 Prozent abgeschlagen den zweiten Platz hinter dem Vorsitzenden des Übergangsrates Mahamat Idriss Déby Itno, dem Adoptivsohn Idriss Débys. Masra erklärte unmittelbar vor der Vereidigung Débys seinen Rücktritt als Premierminister.
Am 9. August 2025 wurde Masra von einem Gericht in der Hauptstadt N’Djamena zu 20 Jahren Gefängnis verurteilt. Das Gericht sprach ihn der Verbreitung von Hassrede und der Beihilfe zum Mord schuldig. Er soll für Unruhen in der Provinz Logone Occidental verantwortlich sein, bei denen Mitte Mai 2025 bei Kämpfen zwischen ethnischen Gruppen 42 Menschen ums Leben kamen. Masra bestritt die Vorwürfe, seine Anwälte erklärten, die Anklage habe keine Beweise für die Vorwürfe vorgelegt.